# Raymond Lefèvre
Raymond Lefèvre (Calais, 20 de novembro de 1929 - 27 de junho de 2008), foi um compositor, arranjador e líder de orquestra de easy listening .
O seu trabalho mais conhecido é Soul Coaxin' (Ame Caline), de 1968, que se tornou um êxito internacional. Escreveu vários temas para os filmes de Louis de Funès, como La Soupe Aux Choux (1981), ou a série Le Gendarme De Saint Tropez. No fim dos anos 50, início dos 60, trabalhou com Dalida em algumas das suas canções (Bambino, Por Favor, Tu Peux Tout Faire de Moi, Quand on N'A Que l'Amour). Iniciou a sua carreira musical em 1956, na editora Barclay.

## Álbuns
- Concerto pour une voix
- Raymond Lefevre et son grand orchestre
- Variétés
- This is Raymond Lefèvre
- Softly
- Hits A Francaise
- Raindrops keep fallin' on my head
- Raymond Lefevre
- Soul Symphonies
- Yesterday's Hits in Tomorrow's Sound
- Soul Symphonies No 2
- Raymond Lefevre spielt Filmmelodien
- Raymond Lefèfre with La Reine De Saba
- Concerto pour une voix
- Je t'aime moi non plus / Concerto pour une voix
- Mamy Blue
- Je T'aime, Moi Non Plus
- Sans Toi Je Suis Seul
- Best
- Phantom of the Opera
- Pop Classics
- New Best One: Plays Classics
- La Reine de Saba/Adagio Cardinal
- Colezo! Twin
- New Best One

## Trilhas Sonoras
Música para filmes com Louis de Funès:
- 1964 - Le gendarme de St. Tropez
- 1965 - Le gendarme à New York
- 1967 - Les grandes vacances
- 1968 - Le gendarme se marie
- 1970 - Le gendarme en balade
- 1979 - Le gendarme et les extra-terrestres
- 1981 - La soupe aux choux
- 1982 - Le gendarme et les gendarmettes

Faleceu em 27 de junho de 2008